# Сангирский висячий попугайчик
Loriculus catamene (лат.) — вид птиц отряда попугаеобразных. Ранее считался подвидом молуккского висячего попугайчика (Loriculus amabilis).

## Внешний вид
Длина тела 12—13,5 см. Основная окраска оперения зелёная. На горле имеется красное пятно.

## Распространение
Обитает на острове Сангихе (Индонезия).

## Угрозы и охрана
Этим попугаям угрожает вымирание, так как у них небольшой ареал и малочисленная популяция (6700-31000 взрослых особей). Главная причина — уничтожение естественной среды обитания.